# Puidoux
Puidoux ist eine politische Gemeinde im Distrikt Lavaux-Oron des Kantons Waadt in der Schweiz.

## Geographie
Puidoux liegt auf 663 m ü. M., 12 km östlich der Kantonshauptstadt Lausanne (Luftlinie). Das Dorf erstreckt sich im Tal des Baches Forestay, in einer weiten Geländemulde zwischen dem Mont de Gourze im Westen und dem Mont Pèlerin im Osten, nordöstlich des Genfersees, im Waadtländer Mittelland.
Die Fläche des 22,9 km² grossen Gemeindegebiets umfasst einen Abschnitt des Lavaux am Nordostufer des Genfersees (rund 2,5 km Seeuferlinie) und der nördlich angrenzenden Höhen. Im südlichen Gemeindeteil gehören die steilsten Hänge des Lavaux mit einer durchschnittlichen Neigung von rund 40° zwischen den Winzerdörfern Epesses und Rivaz zu Puidoux. Dieser Steilhang ist durch die Höhe von Le Signal (660 m ü. M.) von der Plaine du Verney, einer breiten Talmulde des Forestay getrennt, in welcher das Siedlungs- und Gewerbegebiet von Puidoux liegt. Ebenfalls im Einzugsgebiet des Forestay befindet sich der Trinkwasserspeicher Lac de Bret (674 m ü. M.). Im Westen reicht das Gemeindegebiet über die an den See angrenzende Waldhöhe Bois de la Vulpillière (734 m ü. M.) bis an den Hang des Mont de Gourze (bei Bois de Romont 800 m ü. M.). Nach Norden erstreckt sich der Gemeindeboden über die hier in weitgehend flachem Gebiet verlaufende Wasserscheide zwischen den Einzugsgebieten von Rhone und Rhein in das südöstlich an den Jorat anschliessende Molassehügelland. Im äussersten Norden liegt die Waldhöhe Montagne des Carboles (792 m ü. M.), die im Westen vom Grenet, im Osten vom Corbéron begrenzt wird, beides Bäche, welche ihr Wasser der Broye zuführen. Die östliche Abgrenzung des Gebietes von Puidoux bilden der Mont Chesau (985 m ü. M.), der Mont Pèlerin, an dessen Hang mit 990 m ü. M. der höchste Punkt der Gemeinde erreicht wird, sowie der am Mont Pèlerin entspringende und zum Genfersee fliessende Bach Salenche. Von der Gemeindefläche entfielen 1997 8 % auf Siedlungen, 25 % auf Wald und Gehölze, 64 % auf Landwirtschaft und etwas weniger als 3 % war unproduktives Land.
Zu Puidoux gehören das Gewerbegebiet beim Bahnhof Puidoux sowie die Weiler Treytorrens (383 m ü. M.) am Hang des Lavaux, La Croix (630 m ü. M.) und Goy (682 m ü. M.) oberhalb der Rebhänge, Publoz (620 m ü. M.) im Tal des Forestay, Vers la Chapelle (684 m ü. M.) südlich des Dorfes Puidoux, Lôche (687 m ü. M.) sowie Cremières (710 m ü. M.) am Südwesthang des Mont Pèlerin. Im Weiteren gehören auch zahlreiche Hofsiedlungen und Einzelhöfe zur Gemeinde. Nachbargemeinden von Puidoux sind Bourg-en-Lavaux, Forel (Lavaux), Oron, Chardonne, Saint-Saphorin (Lavaux), Chexbres und Rivaz im Kanton Waadt sowie Granges (Veveyse) im Kanton Freiburg.

## Bevölkerung
Mit 3008 Einwohnern (Stand 31. Dezember 2023) gehört Puidoux zu den mittelgrossen Gemeinden des Kantons Waadt. Von den Bewohnern sind 83,7 % französischsprachig, 5,7 % portugiesischsprachig und 3,7 % deutschsprachig (Stand 2000). Die Bevölkerungszahl von Puidoux belief sich 1900 auf 1355 Einwohner. Während des 20. Jahrhunderts blieb die Bevölkerungszahl zunächst ziemlich stabil. Seit 1960 (1341 Einwohner) wurde jedoch ein starker Zuwachs registriert.

## Wirtschaft
Puidoux war bis Mitte des 20. Jahrhunderts ein vorwiegend durch die Landwirtschaft geprägtes Dorf. Noch heute hat der Weinbau an den optimal besonnten Hängen des Lavaux (rund 73 ha) einen wichtigen Stellenwert in der Erwerbsstruktur der Bevölkerung. Das Weinbaugebiet von Puidoux trägt den Namen Dézaley; die hier erzeugten Weißweine (aus Chasselas) gehören zu den Spitzenprodukten des Lavaux. Seit 1949 schützt ein Gesetz den Rebhang vor Neubauten. Auf den Hochflächen im nördlichen Gemeindegebiet wird Ackerbau, Milchwirtschaft und Viehzucht betrieben.
Zahlreiche weitere Arbeitsplätze sind im sekundären und vor allem im Dienstleistungssektor vorhanden. Das Gewerbe- und Industriegebiet von Puidoux befindet sich in der Plaine du Verney und wurde in den 1970er Jahren nach der Eröffnung der Autobahn angelegt. Es gibt mehrere Weinhandlungen, daneben Betriebe des Baugewerbes, des Metallbaus, feinmechanische Werkstätten sowie Einkaufs-, Möbel- und Sport- und Freizeitgeschäfte. Puidoux verfügt seit 1973 über ein Reitzentrum (Les Chaux) und über einen Golfplatz (östlich des Lac de Bret). Crêt-Bérard auf der Höhe zwischen Puidoux und Chexbres ist eine 1953 eingeweihte Begegnungsstätte der reformierten Kirche der Waadt.
Durch den Bau von zahlreichen Ein- und Mehrfamilienhäusern in den letzten Jahrzehnten hat sich das Dorf zu einer Wohngemeinde entwickelt. Viele Erwerbstätige sind dank der guten Verkehrsanbindung Wegpendler, die vor allem in Lausanne und in der Region Vevey-Montreux arbeiten.

## Verkehr
Die Gemeinde ist verkehrstechnisch hervorragend erschlossen. Sie liegt nahe der Hauptstrasse von Vevey nach Moudon. Der Autobahnanschluss Chexbres an der 1974 eröffneten A9 (Lausanne-Sion), welche das Gemeindegebiet durchquert, befindet sich auf der Plaine du Verney, rund 2,5 km vom Ortskern entfernt.
Puidoux liegt an der Eisenbahnlinie von Lausanne nach Freiburg, die am 4. September 1862 in Betrieb genommen wurde. Der Bahnhof Puidoux (bis 2018 Puidoux-Chexbres) befindet sich am Rand der Plaine du Verney bei Publoz; nördlich von Puidoux gibt es eine weitere Haltestelle (Moreillon) auf Gemeindegebiet. Vom Bahnhof Puidoux zweigt seit dem 2. Mai 1904 eine Seitenlinie via Chexbres nach Vevey ab, auf welcher der Train des Vignes verkehrt. Für die Feinverteilung im öffentlichen Verkehr sorgt eine Buslinie, welche die Strecken vom Bahnhof nach Puidoux sowie via Chexbres nach Cully bedient.

## Geschichte
Die erste urkundliche Erwähnung des Ortes erfolgte 1036 unter dem Namen Poistdor. Später erschienen die Bezeichnungen Poidoux (1134), Poysdor (1140), Poidor und Poydoux (1141), Poydors (1142), Podoir (1154), Posdor (1171), Pouedour (im 12. Jahrhundert), Postdor (1200), Poydu, Poedour (1274) und noch um 1710 Posdors. Der Ortsname ist vom Patois-Ausdruck poyet (Hügel, Höhe) abgeleitet.
Puidoux gehörte seit dem Mittelalter dem Bischof von Lausanne. Dieser liess im 12. und 13. Jahrhundert in den Weinbergen den Beobachtungsposten Tour de Marsens und eine Burg errichten, deren Überreste jedoch verschwunden sind. Mit der Eroberung der Waadt durch Bern im Jahr 1536 gelangte Puidoux unter die Verwaltung der Vogtei Lausanne. Nach dem Zusammenbruch des Ancien Régime gehörte das Dorf von 1798 bis 1803 während der Helvetik zum Kanton Léman, der anschliessend mit der Inkraftsetzung der Mediationsverfassung im Kanton Waadt aufging. 1798 wurde es dem Bezirk Lavaux zugeteilt. Noch bis 1810 war Puidoux Teil der Grossgemeinde Saint-Saphorin und wurde erst danach eine politisch selbständige Gemeinde.

## Sehenswürdigkeiten
Die unter Denkmalschutz stehende Kapelle Saint-Nicolas im Weiler Vers la Chapelle geht im Kern auf das 11. Jahrhundert zurück. Sie wurde 1746 vergrössert und später mehrmals restauriert.
Inmitten der Weinberge des Dézaley steht die zinnenbewehrte Tour de Marsens, die um 1160 auf Anweisung des damaligen Lausanner Bischofs erbaut wurde und lange Zeit als Beobachtungs- und Signalposten diente.